# Cerkiew Świętej Trójcy w Międzybrodziu
Cerkiew Świętej Trójcy w Międzybrodziu – murowana parafialna cerkiew greckokatolicka, znajdująca się w Międzybrodziu na turystycznym Szlaku Ikon. Obecnie rzymskokatolicki kościół filialny pod tym samym wezwaniem, należący do parafii w Trepczy.
Fundatorem świątyni był Aleksander Wajcowicz (1825–1901), doktor medycyny (jego nagrobek znajduje się tuż obok budynku). Cerkiew została zbudowana w 1901, w miejscu starszej, drewnianej cerkwi, która spłonęła w 1866. Murowana, na rzucie krzyża greckiego. Prezbiterium zamknięte trójbocznie z umieszczoną centralnie kopułą. W cerkwi ikonostas z 1900 i malowane sklepienie nawy. Obok cerkwi nakryta kopułą ośmioboczna dzwonnica. 
Parafia w 1934 została włączona do Apostolskiej Administracji Łemkowszczyzny.
Po wojnie cerkiew została przejęta przez kościół rzymskokatolicki.

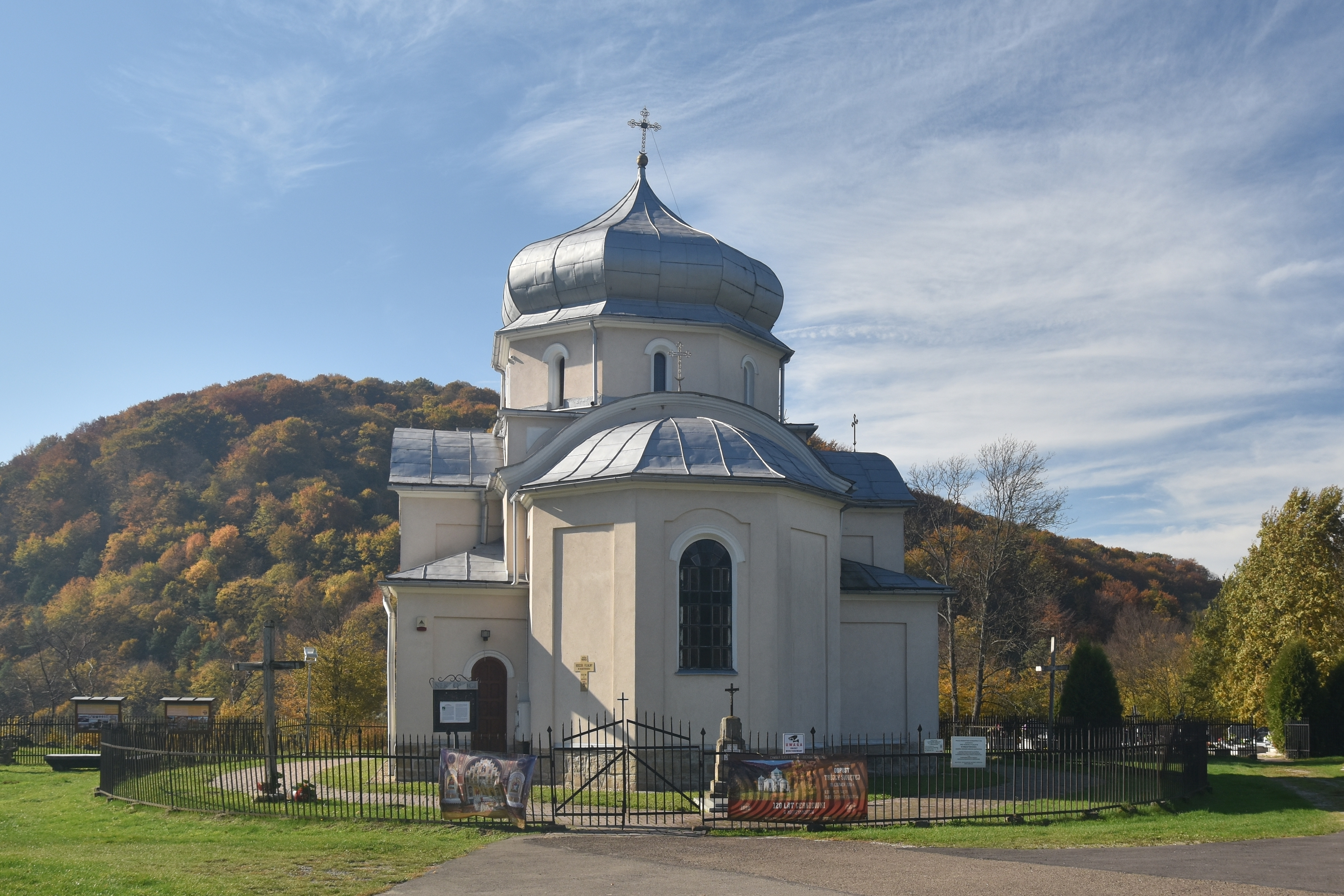
Elewacja frontowa
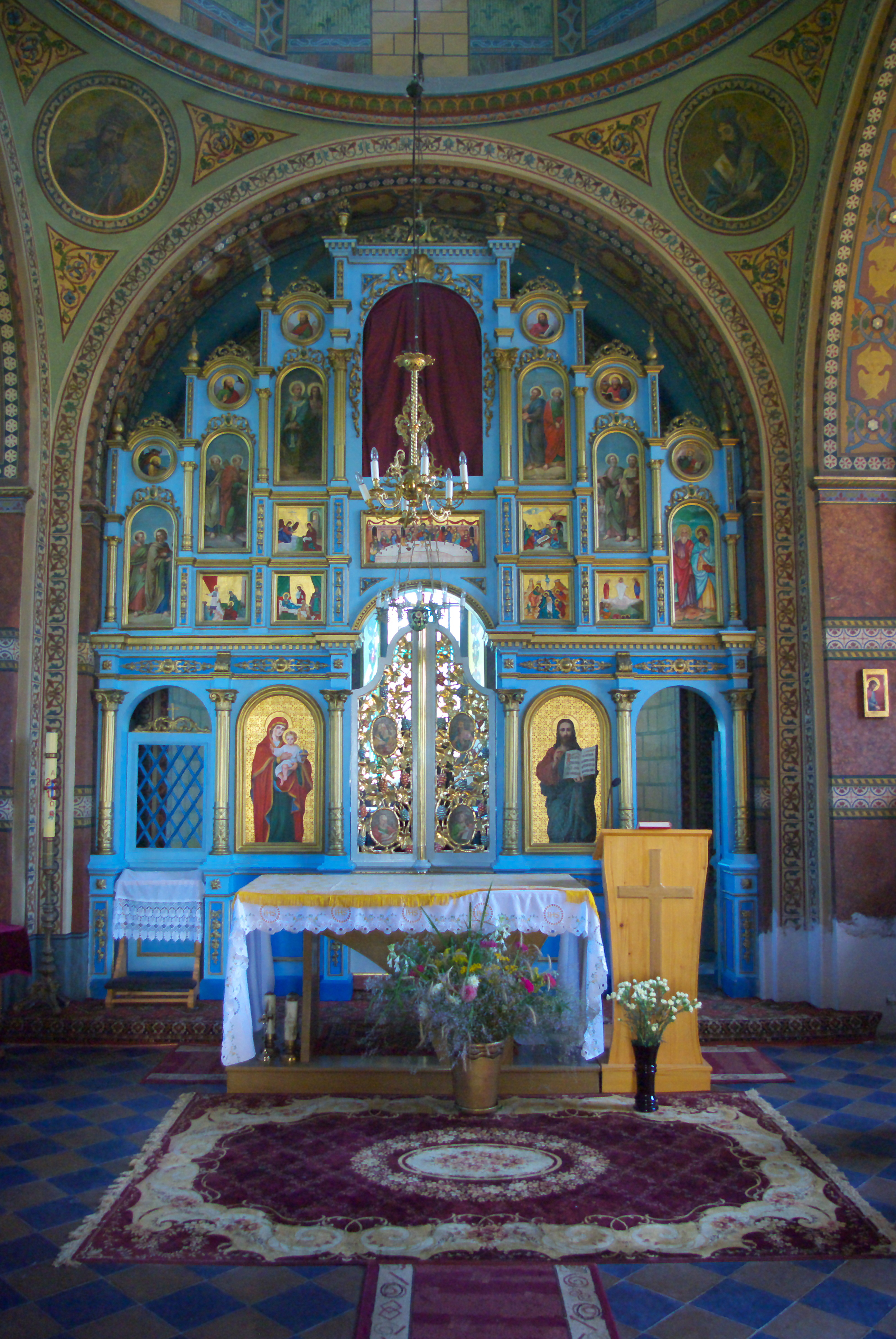
Ikonostas
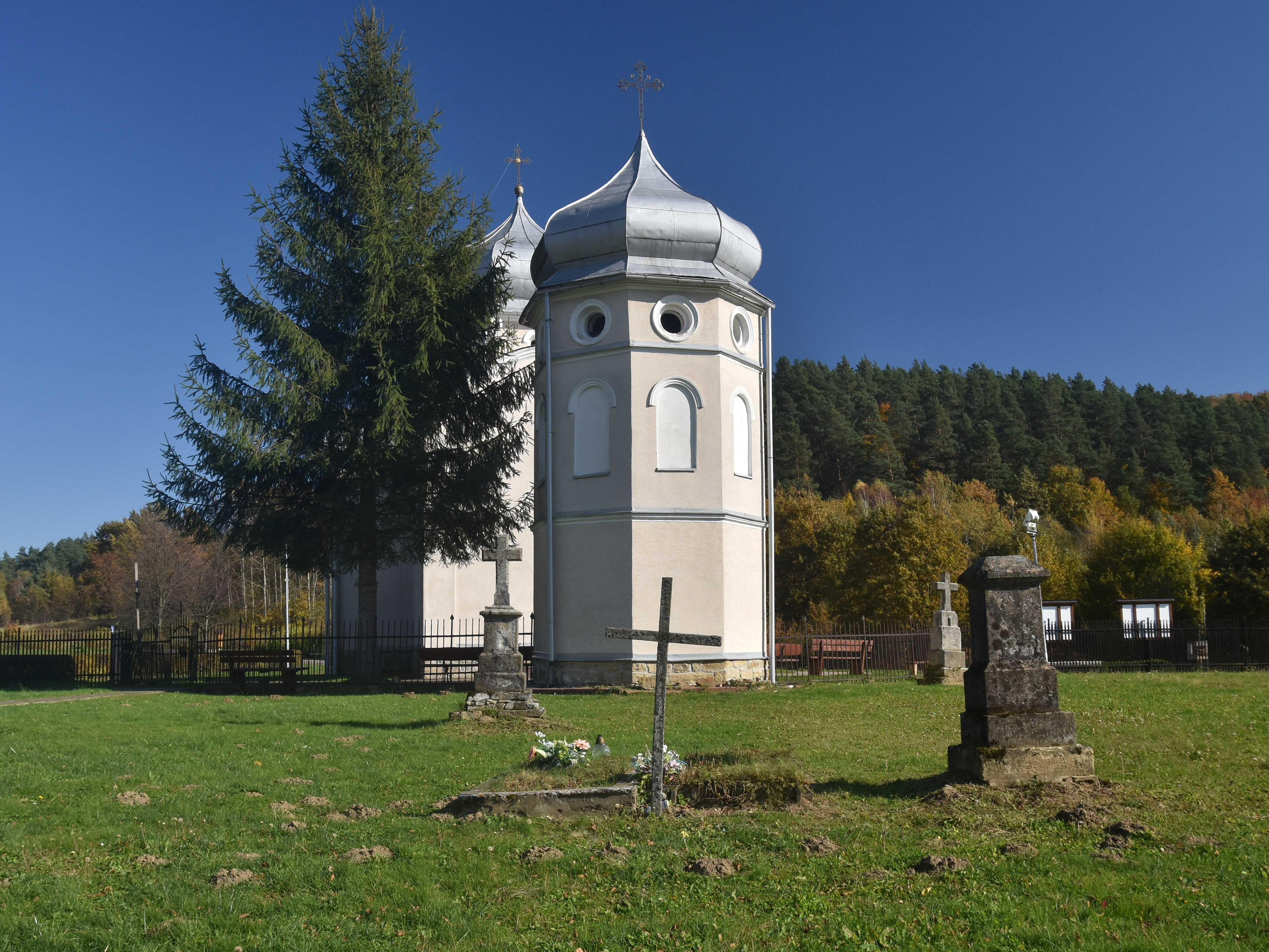
Dzwonnica

Na przykościelnym cmentarzu znajduje się piramidalny grobowiec rodów Kulczyckich i Dobrzańskich herbu Sas według projektu Iryny Dobrianskiej, siostrzenicy prof. Włodzimierza Kulczyckiego. Jest to krypta grobowa w formie piramidy. Nad wejściem do krypty kamienny krzyż maltański. Piramida ma wysokość 3 m. i stanowi replikę piramidy Cheopsa w Gizie nieopodal Kairu, w wiernej proporcji 1:50 (pomysł stworzenia kształtu grobowca powstał po tym, jak Włodzimierz Kulczycki odwiedził osobiście egipską piramidę). Również wejście do wnętrza krypty grobowej przypomina niszę piramidy w Deir el-Medina. W piramidalnym grobowcu zostali pochowani prof Włodzimierz Kulczycki (1862-1936), jego żona Maria z domu Michałowskiej (1870-1935) oraz ich syn dr Jerzy Kulczycki (1898-1974).
Oprócz tego na cmentarzu jest kilka starych kamiennych nagrobków.